# Valentin Gluško
Valentin Petrovič Gluško (rusky Валентин Петрович Глушко, Vaľentin Pjetrovič Gluško; ukrajinsky Валентин Петрович Глушко, Valentyn Petrovyč Hluško, 20. srpnajul./ 2. září 1908greg. Oděsa, Ruské impérium, dnes Ukrajina – 10. ledna 1989, Moskva) byl sovětský vědec a konstruktér raketových motorů.

## Životopis
Narodil se 20. srpna (2. září) 1908 v Oděse v rodině Petra Gluška. V dětství projevoval schopnosti v oblasti hudby, kreslení a učení se cizím jazykům. Velice se zajímal o vesmír a kosmonautiku a založil kroužek mladých amatérů při Oděské astronomické observatoři. Od svých 15 let (tj. od roku 1923) si dopisoval s Ciolkovským a o rok později začal publikovat své první populárně vědecké a odborné práce. V letech 1919-1924 absolvoval v Oděse reálnou školu, kde vedl Kroužek společnosti přátel osvěty.

### Praxe a další studium
Po ukončení školy pracoval v armaturce Elektrometall jako zámečník a soustružník. Napsal první knihu, články do novin a časopisů. Ve svých 17 letech (r.1925) se dostal na Leningradskou státní univerzitu. Kvůli nedostatku peněz si přivydělával na studium v dílnách vědeckého ústavu P. F. Lesgafta, pak jako zeměměřič Leningradské hlavní geodetické správy. Studium ukončil roku 1929. O jeho závěrečnou diplomovou práci projevila zájem i armáda a také byla předána Výboru pro vynálezy.

### Konstruktér
Od roku 1929 byl zaměstnán v Laboratoři dynamiky plynů (Gazodinamičeskija laboratorija GDL) jako vedoucí jednoho z útvarů. V roce 1930 zahájil výrobu prvního sovětského kapalinového raketového motoru ORM-1, zpracovával plány dalších, navrhoval různé druhy paliv, podal několik patentů, začal přednášet. V Leningradu se oženil se spisovatelkou Světlanou Georgijevskou, v roce 1933 se však rozešli.

### Moskva a vězení
V roce 1934 byl převelen do Moskvy, kde převzal místo náčelníka oddělení RNII (Reaktivnyj naučno-issledovatelskij institut) a zde i na vojenských školách vedl další série přednášek. Pokračoval v psaní odborných prací, ve vývoji motorů pro raketoplány a křídlaté rakety.
V roce 1938 byl v rámci stalinských čistek zatčen Při mučení na NKVD on i další členové vedení RNII udali jako svého spolupachatele konstruktéra Sergeje Koroljova. Soudem byl odsouzen na 8 let do tábora nucených prací, nicméně jako vězeň dál pracoval na vědeckých úkolech v Tušinském závodu leteckých motorů, pak byl odeslán do Kazaně. Pokračoval ve vyvíjení série dalších raketových motorů. Jako potřebný odborník byl roku 1944 z vězení podmínečně propuštěn a téhož roku jmenován hlavním konstruktérem OKB-SD. Zcela rehabilitován byl až v roce 1956. V roce 1945 se stal přednostou katedry reaktivních motorů Kazaňského leteckého institutu a na podzim téhož roku povýšen do hodnosti podplukovníka.

### Poválečný život
Po skončení války byl vyslán spolu s Koroljovem a dalšími 20 inženýry z Kazaně jako člen komise do Německa zkoumat válečnou kořist německé raketové techniky. V roce 1946 se stal hlavním raketovým konstruktérem OKB č.456 v Chimkách. Mimo vyvíjení dalších motorů pokračoval v přednáškové činnosti.
V roce 1953 byl zvolen členem-korespondentem Akademie věd SSSR a byl mu udělen titul doktora. O pět let později se stal akademikem. V letech 1965-1989 byl předsedou Vědecké rady pro problémy kapalných paliv, byl také šéfredaktorem encyklopedie Kosmonautika a vedoucím řady výborů.
Byl členem KSSS od roku 1956 a jako významný komunista byl zvolen delegátem XXI. až XXVII. sjezdu KSSS a od r. 1976 byl členem ÚV KSSS.
V roce 1974 byl jmenován generálním konstruktérem NPO Eněrgija a byl jím tři roky. Byl konstruktérem kapalinových motorů pro rakety Vostok, Kosmos a Proton. Byl iniciátorem raketového kosmického systému Eněrgija, který zahrnoval jak nosič a dopravu měsíční lodí LEK na Měsíc, tak vybudování základny kosmonautů na Měsíci. Plán byl nakonec vedením SSSR zamítnut pro velké náklady. Z jeho projektu se vyvinul systém Eněrgija–Buran a později i orbitální stanice Mir.
Řídil projekty kosmických lodí Sojuz, Sojuz-T, Sojuz-TM a orbitální stanice Saljut.
Od roku 1976 byl i řádným členem Mezinárodní akademie astronautiky.
Měl čtyři děti: dcery Eugenii (*1938) a Jelenu (*1948), syny Jurije (*1952) a Alexandra (*1972).
Zemřel ve svých 80 letech v roce 1989.

## Ocenění

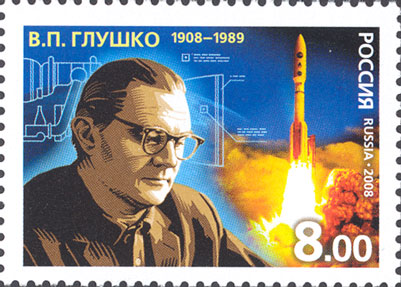
Gluško na ruské poštovní známce

- Hrdina socialistické práce 1956, 1961
- Leninův řád 1956, 1958, 1961, 1968, 1978
- Řád Říjnové revoluce 1971
- Nositel Leninovy ceny 1957
- Nositel Státní ceny 1967, 1984
- Nositel Zlaté medaile K. E. Ciolkovského 1958
- Diplom Paula Tissandiera od FAI 1967
- Čestné občanství řady měst, v řadě z nich má pomník či pamětní desku
- Byl po něm pojmenován jeden z kráterů na Měsíci
- Někdejší RNII, pak podnik NPO Eněrgomaš byl pojmenován jeho jménem (Imeni..)
- V roce 2005 byla Mezinárodní akademií pro rozvoj duchovního dědictví světových národů při UNESCO založena Mezinárodní cena akademika V. P. Gluška. Cena je určena těm vědcům nebo kolektivům, kteří se výrazným způsobem zasloužili o popularizaci vědy v domácí i zahraniční literatuře odborné, ale i beletrii a publicistice. Návrhy přijímá a ceny uděluje Presidium této Akademie
- a desítky dalších i mezinárodních ocenění

## Bibliografie

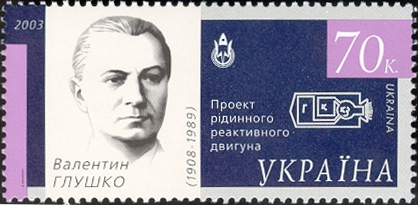
Portrét na ukrajinské známce